# Francis Conyngham (2e baron Conyngham)
Francis Conyngham, 2e baron Conyngham (né Francis Pierpoint Burton ; c. 1725 - 22 mai 1787) est un pair et un homme politique irlandais.

## Biographie
Il est l'aîné des deux fils de l'homme politique Francis Burton (homme politique irlandais) (en) du Comté de Clare et de son épouse Mary Conyngham. Son grand-père paternel, également nommé Francis Burton (1640-1714), siège au parlement irlandais pour Ennis de 1691 à 1714. À l'origine une branche des Musards, Lords of Stavely, la famille Burton s'est installée à Richmond, dans le Yorkshire après la conquête normande. Edward Burton (1442-1524), fait chevalier par Édouard IV en 1460 après la Seconde bataille de St Albans, s’établit à Longnor, dans le Shropshire. Son descendant Thomas Burton arrive en Irlande en 1610,.
De son côté maternel, son arrière-grand-père est le lieutenant-général Albert Conyngham (en). Ses ancêtres, protestants écossais dont le nom est orthographié Cunningham, sont venus en Irlande lors de la plantation d'Ulster. Son grand-père est le major général Henry Conyngham (général) (en), qui revendique des terres importantes dans le comté de Meath, notamment le château de Slane. L'oncle de Burton, Henry Conyngham (1er comte Conyngham), sert dans les parlements irlandais et britannique. Il est créé baron Conyngham de Mount Charles en 1753 et vicomte Conyngham en 1756. Le 4 janvier 1781, il est élevé au rang de comte Conyngham et créé baron Conyngham, cette fois avec un reste spécial pour son neveu aîné. Tous les titres sont dans la pairie d'Irlande.
Il est député de la Chambre des communes irlandaise pour Killybegs de 1753 à 1761. Il représente ensuite Clare entre 1761 et 1768, siège auparavant occupé par son père.
À la mort du comte Conyngham, le 3 avril 1781, sans enfant, tous les titres s'éteignent, à l'exception de la baronnie dont Burton hérite. Il change son nom de famille pour Conyngham par licence royale le 3 mai 1781,.
Il est le frère aîné de William Burton Conyngham, qui hérite des domaines de son oncle à Slane et à Donegal. À sa mort en 1796, il laisse les domaines à son neveu le plus âgé, Henry .

## Mariage et descendance
Le 19 mars 1750, il épouse Elizabeth Clements, fille aînée de Nathaniel Clements et sœur cadette de Robert Clements (1er comte de Leitrim). Ils ont deux fils jumeaux et trois filles ,.
- Henry Conyngham (1er marquis Conyngham) (1766-1832)
- Francis Nathaniel Burton (1766-1832), gouverneur général du Québec, épouse Valentina Letitia Lawless, fille de Nicholas Lawless (1er baron Cloncurry)
- Catherine Burton, mariée le 26 mars 1785 au révérend John Shirley Fermor
- Ellena Burton, mariée le 11 décembre 1777 à Stewart Weldon
- Henrietta Burton (1765-1831), célibataire

Le second baron meurt en 1787 et est remplacé par son fils aîné, Henry, homme politique et courtisan qui est créé vicomte Conyngham de Mount Charles en 1789 puis marquis Conyngham, comte de Mount Charles et vicomte Slane. En 1821, il est créé baron Minster de l'abbaye de Minster dans la pairie de la Grande-Bretagne.